# Sayilem
Sayilem est un woreda de la zone Keffa de la région Éthiopie du Sud-Ouest. Ce district a 40 874 habitants en 2007. Son centre administratif est Yadota.
Situé à l'extrémité nord de la zone Keffa et de la région Éthiopie du Sud-Ouest, le district est entouré par la région Oromia sauf au sud où il est bordé par Gesha et Gewata. Dans la région Oromia, il est limitrophe de la zone Jimma à l'est et de la zone Illubabor à l'ouest et au nord.
Son centre administratif Yadota,, (ou Del) se trouve 130 km au nord-ouest de la capitale régionale Bonga
Les cours d'eau du district sont des affluents ou sous-affluents du Baro tels que :
- la rivière Geba (en) qui prend sa source vers 7° 48′ N, 35° 49′ E et longe le sud de la zone Illubabor vers l'ouest, elle forme le Baro à son confluent avec le Birbir ;
- un affluent du Birbir qui prend sa source à la limite sud-est du district vers 7° 43′ N, 35° 53′ E et passe dans la zone Jimma avant de s'orienter vers l'ouest à travers la zone Illubabor. Parfois considérée comme le cours amont du Baro[6], parfois omise sur les cartes, cette rivière peut aussi être mentionnée sous le nom de Gebe[7] ou Gabba[8] ;
- la rivière Sor qui prend sa source vers 7° 53′ N, 35° 47′ E et rejoint la précédente à l'intérieur de la zone Illubabor[9].

D'après le recensement national de 2007, le district compte 40 874 habitants dont 5 % de citadins qui sont les 2 025 habitants de Yadota. Environ 57 % des habitants sont protestants, 22 % sont orthodoxes et 21 % sont musulmans.
En 2022, sa population est estimée à 55 991 personnes avec une densité de population de 67 personnes par km2 et 838 km2 de superficie.